# Dadha
Dadha (nep. डाढा) – gaun wikas samiti we wschodniej części Nepalu w strefie Sagarmatha w dystrykcie Saptari. Według nepalskiego spisu powszechnego z 2001 roku liczył on 946 gospodarstw domowych i 5122 mieszkańców (2534 kobiet i 2588 mężczyzn).